# 韦尔托
韦尔托，是西班牙阿拉贡自治区韦斯卡省的一个市镇。总面积87平方公里，总人口257人（2001年），人口密度3人/平方公里。